# Hannes Namberger
Hannes Namberger, né le 16 mai 1989, est un coureur d'ultra-trail allemand. Il a notamment remporté l'Ultra Trail de l'île de Madère et deux fois le Lavaredo Ultra Trail.

## Biographie
Hannes Namberger fait ses débuts en compétition en ski alpin en rejoignant l'école de sport de la Police fédérale de Bad Endorf. Il se spécialise dans les disciplines techniques du slalom et du slalom géant. Il quitte le ski alpin en 2011 à la suite d'une blessure et à cause d'un manque de bons résultats. En 2015, il entend parler de la Karwendelmarsch et décide de s'y inscrire. Il s'entraîne assidûment pour la course qu'il termine à la cinquième place. Cette expérience est une révélation pour lui et décide de se relancer en compétition dans la discipline du trail,.
Le 22 juillet 2017, il prend part à son premier ultra-trail, le Zugspitz Supertrail de 62 kilomètres. Il crée la surprise en s'offrant la victoire en 6 h 42 min 44 s.
En septembre 2018, il prend part pour la troisième fois à la Transalpine Run, cette fois avec son compatriote Markus Mingo. Le duo remporte la première épreuve haut la main mais voit ensuite le duo Sebastian Hallmann/Lukas Naegele combler leur retard sur les deux étapes suivantes. Les quatre hommes se livrent alors à un duel serré mais Hannes Namberger et Markus Mingo parviennent à conserver la tête jusqu'à l'arrivée pour s'offrir la victoire.
Le 8 août 2020, il prend part à son premier trail de plus de 100 kilomètres, le Pitz Alpine Glacier Trail. Il survole littéralement la course et s'impose en 13 h 38 min 6 s, battant de plus de deux heures son plus proche poursuivant et établissant un nouveau record de l'épreuve.
Le 25 juin 2021, il s'élance sur le Lavaredo Ultra Trail, suivant de près le favori, l'Espagnol Andreu Simon Aymerich. Les deux hommes effectuent la course ensemble et Hannes Namberger parvient à creuser une petite marge d'avance dans la descente finale pour finalement s'imposer en 12 h 2 min 12 s, signant ainsi un nouveau record du parcours. Le 27 août , il termine à la sixième place de l'Ultra-Trail du Mont-Blanc. Il conclut sa saison en menant la course du début à la fin lors de l'Ultra Trail de l'île de Madère. Voyant ses adversaires perdre du terrain au fil des kilomètres, il s'impose en 14 h 0 min 36 s, quarante minutes devant son plus proche rival, le Russe Dmitry Mityaev.
Le 23 avril 2022, il prend le départ du Penyagolosa Trails CSP en tant que favori. Il assume son rôle et mène les débats seul en tête. Il s'impose en 10 h 49 min 46 s, devenant le premier homme à terminer l'épreuve de 106 kilomètres en moins de onze heures. Après avoir dû annuler son départ au Mozart 100 en raison d'une pause forcée par le Covid-19, il se représente au départ du Lavaredo Ultra Trail. Dominant l'épreuve, il s'impose en 11 h 56 min 28 s, améliorant son propre record du parcours.

## Palmarès

### Trail
| no  | masculin           | Course                               | Longueur | Départ             | Temps            |
| --- | ------------------ | ------------------------------------ | -------- | ------------------ | ---------------- |
| 2e  | Médaille d'argent  | Pitz Alpine Glacier Trail - Pitz 42  | 42 km    | 6 août 2016        | 4 h 35 min 2 s   |
| 1re | Médaille d'or      | Zugspitz Supertrail                  | 62 km    | 17 juin 2017       | 6 h 42 min 44 s  |
| 3e  | Médaille de bronze | Glockner Trail                       | 49 km    | 22 juillet 2017    | 4 h 52 min 24 s  |
| 1re | Médaille d'or      | Pitz Alpine Glacier Trail - Pitz 42  | 42 km    | 5 août 2017        | 6 h 9 min 56 s   |
| 1re | Médaille d'or      | Trail du Petit Ballon                | 52 km    | 18 mars 2018       | 4 h 35 min 16 s  |
| 1re | Médaille d'or      | Grossglockner Trail                  | 74 km    | 28 juillet 2018    | 8 h 1 min 38 s   |
| 1re | Médaille d'or      | Transalpine Run                      | 255 km   | 2-8 septembre 2018 | 28 h 46 min 39 s |
| 1re | Médaille d'or      | Pitz Alpine Glacier Trail - Pitz 106 | 104 km   | 8 août 2020        | 13 h 38 min 6 s  |
| 1re | Médaille d'or      | Lavaredo Ultra Trail                 | 120 km   | 25 juin 2021       | 12 h 2 min 12 s  |
| 2e  | Médaille d'argent  | Grossglockner Trail                  | 57 km    | 31 juillet 2021    | 5 h 40 min 41 s  |
| 6e  | 6e                 | Ultra-Trail du Mont-Blanc            | 170 km   | 27 août 2021       | 22 h 22 min 6 s  |
| 1re | Médaille d'or      | Ultra Trail de l'île de Madère       | 116 km   | 20 novembre 2021   | 14 h 0 min 36 s  |
| 1re | Médaille d'or      | Penyagolosa Trails CSP               | 110 km   | 23 avril 2022      | 10 h 49 min 46 s |
| 1re | Médaille d'or      | Lavaredo Ultra Trail                 | 120 km   | 24 juin 2022       | 11 h 56 min 28 s |
| 2e  | Médaille d'argent  | Pölven Trail                         | 23 km    | 9 octobre 2022     | 1 h 46 min 35 s  |
| 1re | Médaille d'or      | UT100                                | 100 km   | 26 novembre 2022   | 10 h 45 min 35 s |
| 1re | Médaille d'or      | Eiger Ultra Trail                    | 101 km   | 15 juillet 2023    | 11 h 38 min 35 s |
| 1re | Médaille d'or      | Lavaredo Ultra Trail                 | 120 km   | 28 juin 2024       | 11 h 57 min 15 s |
| 4e  | 4e                 | Ultra-Trail du Mont-Blanc            | 176,4 km | 30 août 2024       | 20 h 31 min 54 s |
| 3e  | Médaille de bronze | The Canyons Endurance Runs 100K      | 100 km   | 26 avril 2025      | 8 h 32 min 17 s  |

### Skyrunning
| no  | masculin          | Course                           | Longueur | Départ       | Temps           |
| --- | ----------------- | -------------------------------- | -------- | ------------ | --------------- |
| 2e  | Médaille d'argent | Trail Acantilados del Norte      | 28 km    | 23 mars 2019 | 2 h 56 min 25 s |
| 1re | Médaille d'or     | Mayrhofen Zillertal Ultraks Long | 54 km    | 22 juin 2019 | 5 h 20 min 30 s |
| 1re | Médaille d'or     | Mayrhofen Zillertal Ultraks Long | 54 km    | 20 juin 2020 | 5 h 3 min 29 s  |